# Comuna Rokitno
Comuna Rokitno este o comună (în poloneză: gmina) rurală în powiat Biała Podlaska, voievodatul Lublin, Polonia.
Comuna acoperă o suprafață de 140,82 km² și are, potrivit datelor din anul 2006, o populație de 3.315.